# Ursache-Wirkungs-Diagramm

Ursache-Wirkungs-Diagramm

Das Ursache-Wirkungs-Diagramm ist die grafische Darstellung von Ursachen, die zu einem Ergebnis führen oder dieses maßgeblich beeinflussen. Alle Problemursachen sollen identifiziert und ihre Abhängigkeiten dargestellt werden. Die bekannteste Form wurde Anfang der 1940er Jahre vom japanischen Wissenschaftler Kaoru Ishikawa entwickelt und später auch nach ihm benannt. Das Ishikawa-Diagramm wurde ursprünglich im Rahmen des Qualitätsmanagements zur Analyse von Qualitätsproblemen und deren Ursachen angewendet. Es lässt sich auch auf andere Problemfelder übertragen und hat eine weltweite Verbreitung gefunden.
Weitere Werkzeuge zur Untersuchung von Ursache-Wirkungs-Zusammenhängen sind die Ursache-Wirkungs-Tabelle (engl. Cause and Effect Matrix), die Fehlerbaumanalyse (engl. Fault Tree Analysis) oder der Current Reality Tree.

## Synonyme
Das Ursache-Wirkungs-Diagramm bzw. Cause and Effect Diagram hat mehrere Bezeichnungen. Zum einen wird das Ishikawa-Diagramm nach seinem Erfinder benannt. Andere sehr geläufige Bezeichnungen sind Fischgrät-Diagramm / Fischgräten-Diagramm bzw. Fishbone Diagramm, da es für den Betrachter wie die Gräten eines Fisches aussieht.

## Erstellung des Ursache-Wirkungs-Diagramms
Die Vorgehensweise besteht aus fünf aufeinander folgenden Schritten.

### U-W-Diagramm zeichnen und die Haupteinflussgrößen eintragen
Ausgangspunkt ist ein horizontaler Pfeil nach rechts, an dessen Spitze das möglichst prägnant formulierte Ziel oder Problem steht, zum Beispiel Unsere Kundenberatung ist schlecht. Darauf stoßen schräg die Pfeile der Haupteinflussgrößen, die zu einer bestimmten Wirkung führen.
Ein Pfeil bedeutet … trägt dazu bei,
Ursprüngliche Haupteinflussgrößen, wie beispielsweise die 4M (Material, Maschine, Methode, Mensch) bzw. 8M (erweitert um Management, Mitwelt (Milieu), Messung (Measurement) und Geld (Money)) werden heute von sämtlichen sonstigen, notwendigen Einflussgrößen (beispielsweise Prozesse, Umfeld etc.) ergänzt.

### Haupt- und Nebenursachen erarbeiten
Unter Verwendung von Kreativitätstechniken werden potentielle Ursachen erforscht.
In Form von kleineren Pfeilen werden diese auf der Linie der jeweiligen Haupteinflussgrößen dargestellt. Liegen weitere Ursachen zugrunde, kann weiter verzweigt werden; dadurch ergibt sich eine immer feinere Verästelung.

### Vollständigkeit überprüfen
Überprüfen, ob wirklich alle möglichen Ursachen berücksichtigt wurden. Durch die Visualisierung ist es oft leichter, weitere Ursachen zu finden.

### Auswahl der wahrscheinlichen Aussagen
Potentielle Ursachen werden bezüglich ihrer Bedeutung und Einflussnahme auf das Problem gewichtet. Weiter wird die Ursache mit der höchsten Wahrscheinlichkeit bestimmt.

### Überprüfung der wahrscheinlichsten Ursache auf Richtigkeit
Anhand der Kenntnisse und Erfahrungen von Fachkräften wird abschließend analysiert, ob auch tatsächlich die richtige Ursache für das Problem ermittelt wurde. Statistisch kann die Annahme, dass die identifizierte Ursache eine Hauptursache ist, mit einem Signifikanztest (Hypothesentest) gestützt werden.

## Beispiel

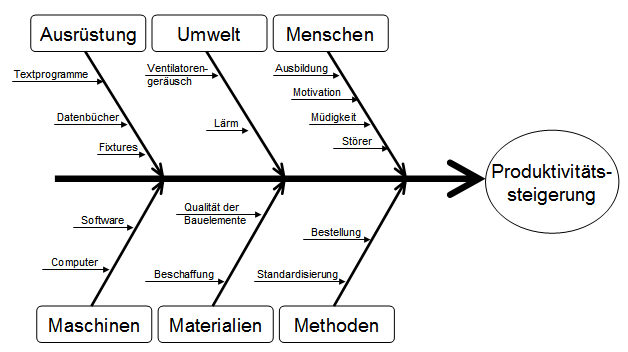
Produktivitätssteigerung in einem Betrieb

Im hier dargestellten Beispiel stellt die Produktivitätssteigerung eine zu erzielende Wirkung dar. Um zu diesem Ergebnis zu kommen, müssen alle relevanten Einflüsse stimmen. Dazu wurden aus den Haupteinflussgrößen der 7-M-Methode sechs ausgewählt (hier Ausrüstung, Umwelt (oder auch Milieu bzw. Mitwelt), Menschen, Maschinen, Materialien, Methoden) und zu jedem mindestens eine Ursache gesucht und an den Wirkungspfeil angetragen.
Zur Ursachenkategorie Mensch, mit dem Ziel eine Produktivitätssteigerung zu erreichen, sind dann die Wirk-Ursachen Ausbildung, Motivation, Müdigkeit und Störer angetragen worden. In einem weiteren Schritt könnten diese näher untersucht werden, bspw. auf ihre Ursachen oder auch ihre Art der Auswirkung auf die zu erzielende Wirkung. Davon ausgehend können für die Problemlösung oder Zielerreichung Handlungsansätze abgeleitet werden. Also könnte man Störer und Störungen verhindern, die Motivation erhöhen oder die Ausbildung der Mitarbeiter verbessern, um eine Produktivitätssteigerung zu erzielen.

## Anwendungsbereich
- Zur systematischen und vollständigen Ermittlung von Problemursachen
- Analyse und Strukturierung von Prozessen
- Wenn das Beziehungsgeflecht komplexer Strukturen (Ursache-Wirkungs-Geflecht) zu visualisieren und zu gewichten ist
- Eignet sich für die Erörterung jeglicher Problemstellungen, innerhalb eines Teams (Brainstorming in einer Gruppe bzw. in einem Team)

## Bewertung

### Vorteile
- Gute Diskussionsgrundlage bei Gruppenarbeit
- Teamarbeit ermöglicht vielseitige Betrachtungsweise
- Geringer Aufwand bei der Durchführung
- Leicht erlern- und anwendbar
- Förderung eines besseren Verständnisses von Problemen und ihrer vielseitigen Ursachen
- Flexible Einsatzmöglichkeiten
- Detaillierte Sammlung von Ursachen für Probleme

### Nachteile
- Unübersichtlich und umfangreich bei komplexen Problemen
- Keine vernetzten Ursache-Wirkungs-Zusammenhänge darstellbar
- Wechselwirkungen und zeitliche Abhängigkeiten werden nicht erfasst